# AFAD Djékanou
El Academie de Foot Amadou Diallo de Djékanou, también conocido como AFAD Djékanou, es un equipo de fútbol de Costa de Marfil que compite en la Primera División de Costa de Marfil, la liga superior de fútbol en el país.

## Historia
Fue fundado en el año 2005 con el nombre Association Sportive Pythagore en la capital Abiyán y nunca ha sido Campeón Nacional de Costa de Marfil, pero logró calificar a su primer torneo internacional, la Liga de Campeones de la CAF 2012 tras ser subcampeón de la Primera División de Costa de Marfil.
A nivel internacional ha participado en 4 torneos continentales, donde su mejor participación ha sido en la Copa Confederación de la CAF 2012, en la que avanzó hasta la Ronda de Play-off.

## Palmarés
- Primera División de Costa de Marfil: 0
  - Sub-Campeón: 1

2011

## Participación en competiciones de la CAF
| Temporada | Torneo                       | Ronda      | Club              | Casa | Visita | Global |
| --------- | ---------------------------- | ---------- | ----------------- | ---- | ------ | ------ |
| 2012      | Liga de Campeones de la CAF  | Preliminar | Diables Noirs     | 1-0  | 1-0    | 2-0    |
| 2012      | Liga de Campeones de la CAF  | 1          | JSM Béjaïa        | 3-0  | 2-1    | 5-1    |
| 2012      | Liga de Campeones de la CAF  | 2          | ES Sahel          | 1-0  | 1-4    | 2-4    |
| 2012      | Copa Confederación de la CAF | 3          | Wydad Casablanca  | 0-1  | 0-0    | 0-1    |
| 2013      | Liga de Campeones de la CAF  | Preliminar | Diamond Stars FC  | 5-1  | 1-1    | 6-2    |
| 2013      | Liga de Campeones de la CAF  | 1          | Cotonsport Garoua | 0-1  | 1-2    | 1-3    |
| 2023/24   | Copa Confederación de la CAF | 1          | ASC Kara          | 2-1  | 0-0    | 2-1    |
| 2023/24   | Copa Confederación de la CAF | 2          | Académie SOAR     | 2-1  | 0-2    | 2-3    |